# Operace Sof Sof
Operace Sof Sof (hebrejsky: מבצע סוף סוף, Mivca Sof Sof, zkráceně מבצע סו"ס – Mivca S a S) byl program prováděný na konci 60. let 20. století izraelskou vládou Leviho Eškola, jehož cílem bylo založit nové židovské vesnice v Galileji.
Tento osidlovací plán inicioval premiér Levi Eškol ve spolupráci s funkcionářem Židovského národního fondu Josefem Weitzem a jeho synem Ra'ananem Weitzem. Mělo tak být zrychleno tempo zakládání nových židovských sídel v Galileji, které vyvrcholilo na přelomu 40. a 50. let 20. století a pak opadlo. Roku 1964 bylo rovněž z iniciativy Leviho Eškola a Josefa Weitze založeno v centrální části Galileji město Karmiel. Operace Sof Sof spočívala v zakládání menších zemědělských osad, zejména podél hranice mezi Izraelem a Libanonem. Měla se tak posílit židovská kontrola nad pohraničním pruhem a zároveň poskytnout mladé generaci rolníků z okolních, již etablovaných vesnic pozemky pro zahájení vlastního hospodaření.
V rámci operace Sof Sof vzniklo nakonec pět vesnic. Na libanonské hranici to byly: Netu'a (založena roku 1966), Štula (1969), Zar'it (1967) a Biranit. Posledně jmenovaná byla založena už roku 1964 jako polovojenská osada typu Nachal, ale nepodařilo se zde pak založit trvalé civilní osídlení a Biranit se proměnila na pohraniční základnu izraelské armády. Pátou osadou byl mošav Chazon nad městem Maghar v Dolní Galileji zřízený roku 1969.
Nové vesnice většinou osídlily mladé rodiny z okolních židovských vesnic.
Jméno operace Sof Sof lze přeložit jako operace „konečně“. Ve zkrácené podobě býval ale neoficiálně název (סו"ס) vykládán jako operace „kůň“ (hebrejsky sus). Prý proto, že do nových vesnic se zpočátku dalo při absenci silnic dostat jen na koni.